# Nielepkowice

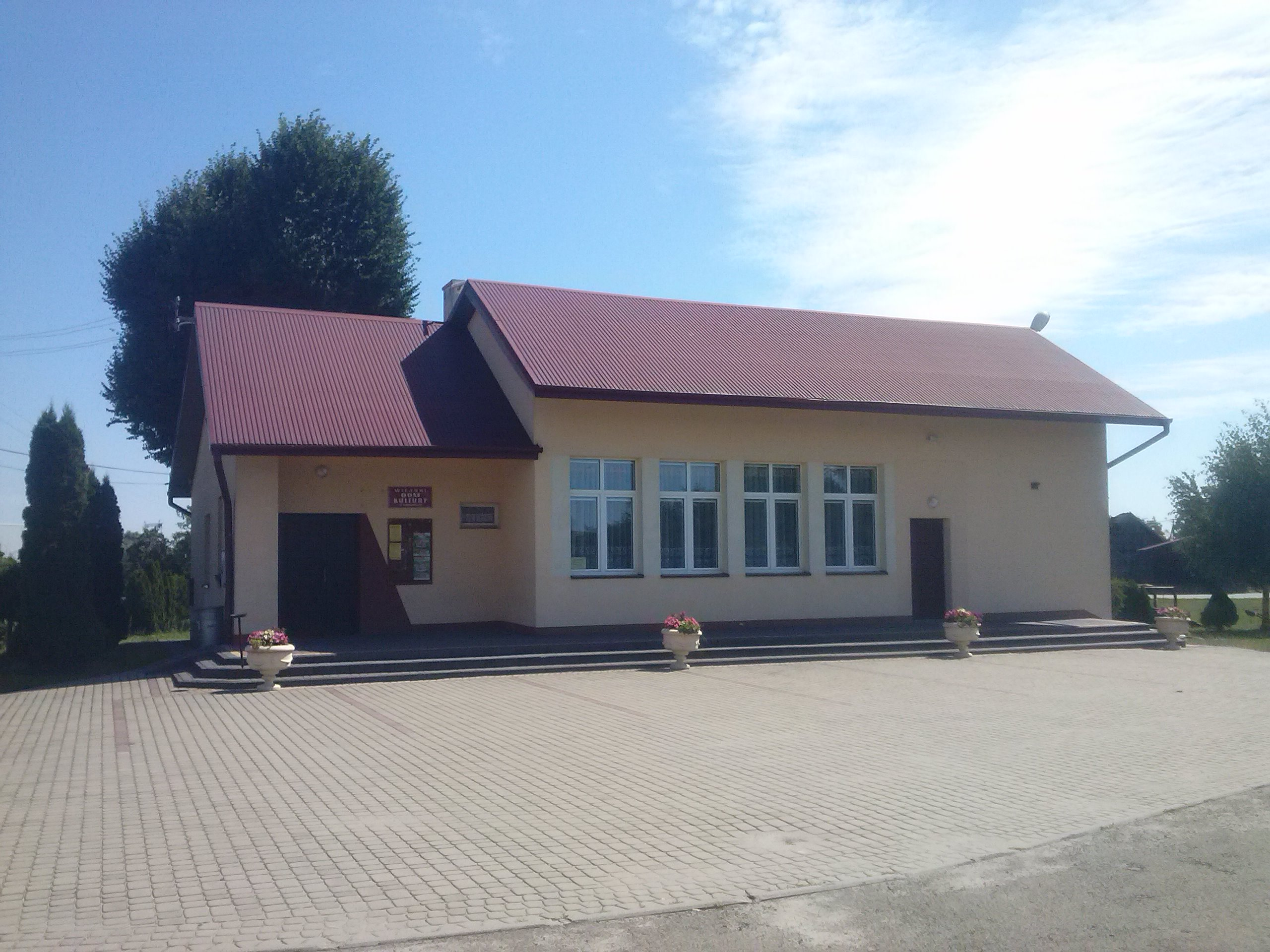
Wiejski Dom Kultury w Nielepkowicach

Nielepkowice – wieś w Polsce położona w województwie podkarpackim, w powiecie jarosławskim, w gminie Wiązownica.
Prywatna wieś szlachecka, położona w województwie ruskim, w 1739 roku należała wraz z folwarkiem do klucza Jarosław Lubomirskich. W latach 1975–1998 miejscowość administracyjnie należała do województwa przemyskiego.

## Części wsi
| SIMC    | Nazwa     | Rodzaj    |
| ------- | --------- | --------- |
| 0612542 | Bednarowo | część wsi |

## Historia
Pierwsze wzmianki o wsi Nielepkowice (Nielipkowice) pochodzą z roku 1448 1458 i są związane z podziałem dóbr pomiędzy Spytka Jarosławskiego i jego brata Rafała. „Starszy Spytko osiadł na Jarosławiu, młodszy Rafał na Przeworsku. Do Jarosławia należały prócz zamku i trzech młynów następujące wioski: Munina, Tuczępy, Pełkinie, Kruhel, Ostrów, przedmieście jarosławskie Warski, Wierzbna, Leżachów, Radawa, Wola, Laszki, Las, Szówsko, Wysocko, Wietlin, Nielipkowice, Sobiecin, Tywonie, Łowce (lub Łowcze), Zasanie, Głęboka, Korzenica, Surochow, Pawłowe sioło (obecnie Pawłosiów). Moszczenna, Dobra, Koniaczów, Prowsko, Wiązownica, Dąbrowica i Morawsko”.
Ordynacja jarosławsko-przeworska z 1470 r. króla Kazimierza IV Jagiellończyka także wspomina o Nielepkowicach. Wieś była też wzmiankowana w regestach poborowych, które zapisali poborcy podatkowi ziemi przemyskiej. W latach 1628, 1651 i 1658 Nielepkowice były wzmiankowane razem z Manasterzem: Manasterz et Nielipkowice. W 1674 roku w Nielepkowicach było 16 domów i folwark zarządzany przez Szymunowskiego z 4 domami

Nielipkowice: curia n[obi]lis Szymunowski, a persona sua, consortis et famuli in summa fl. ...................4/0
A personis subditorum rutenorum utriusque sexus n[ume]ro sexdecim in summa fl. ..........................16/0.

W 1897 roku wybrano zwierzchność gminną, której naczelnikiem został Michał Piątek, a w 125 domach było 698 mieszkańców.

W II Rzeczypospolitej wieś w powiecie jarosławskim województwa lwowskiego. W 1921 r. liczyła 795 mieszkańców, w tym 473 Polaków, 313 Ukraińców i 9 Żydów. W latach 1944–1945 nacjonaliści ukraińscy z OUN-UPA zamordowali tutaj 5 Polaków.
W latach 1874–2005 we wsi istniała szkoła podstawowa.